# Kin Chōtei
Kin Ōji Chōtei (金武 王子 朝貞) (1600 – 1663) aussi connu sous son nom de style chinois Shō Sei (尚 盛), est un prince et sessei du royaume de Ryūkyū de 1629 à 1654. Kin Chōtei a été le deuxième chef de la famille royale appelée Kin Udun (金武御殿). Il a été le quatrième fils de Shō Kyū (Prince Kin Chōkō), et aussi le frère cadet de King Shō Hō,. Prince Kin a amené les graines de thé de Satsuma to Ryukyu, et les a plantés au village de Kanna (漢那村) de Kin magiri (金武間切, Kin moderne, Ginoza, Okinawa). À partir de ce temps-là, Ryukyu a commencé à planter les théiers.